# 教士教堂

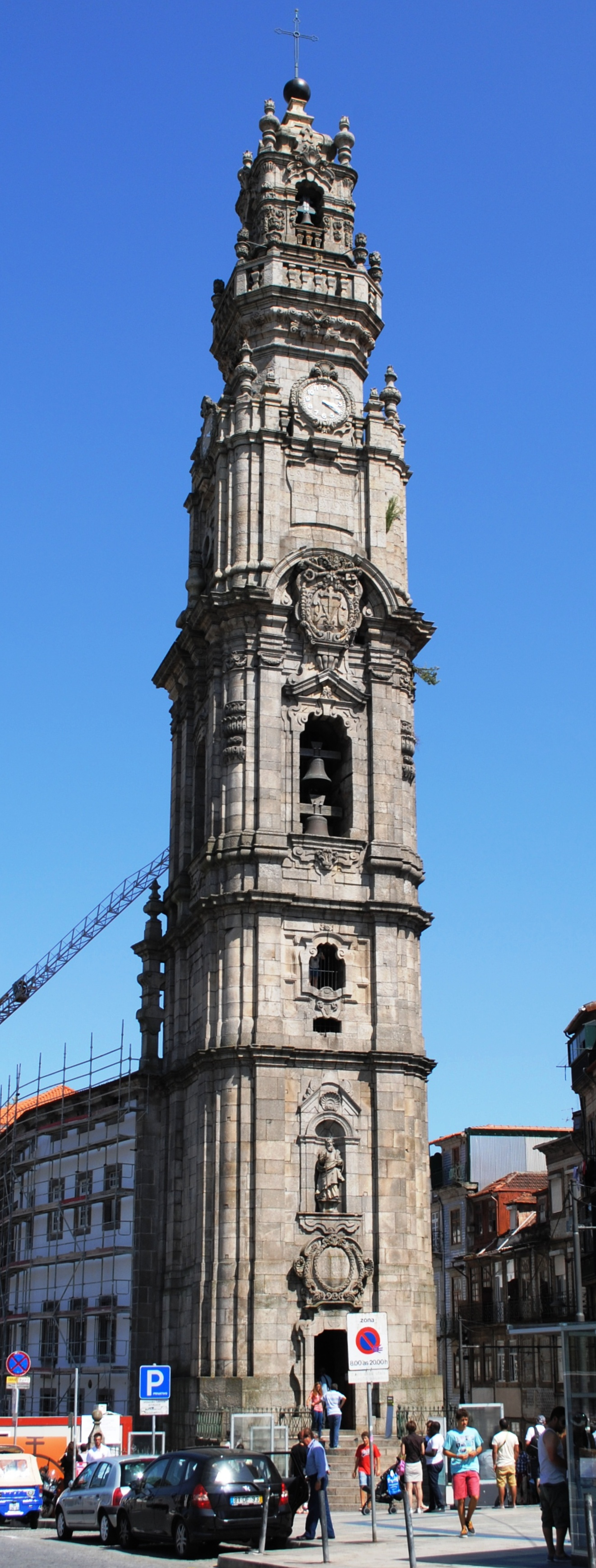
教士塔

41°08′44″N 8°36′53″W / 41.14556°N 8.61472°W
教士教堂（葡萄牙語：Igreja dos Clérigos）是葡萄牙城市波尔图的一座巴洛克教堂，其高耸的钟楼教士塔（Torre dos Clérigos）在全市各处都可见到，是该市最具特色的标志之一。

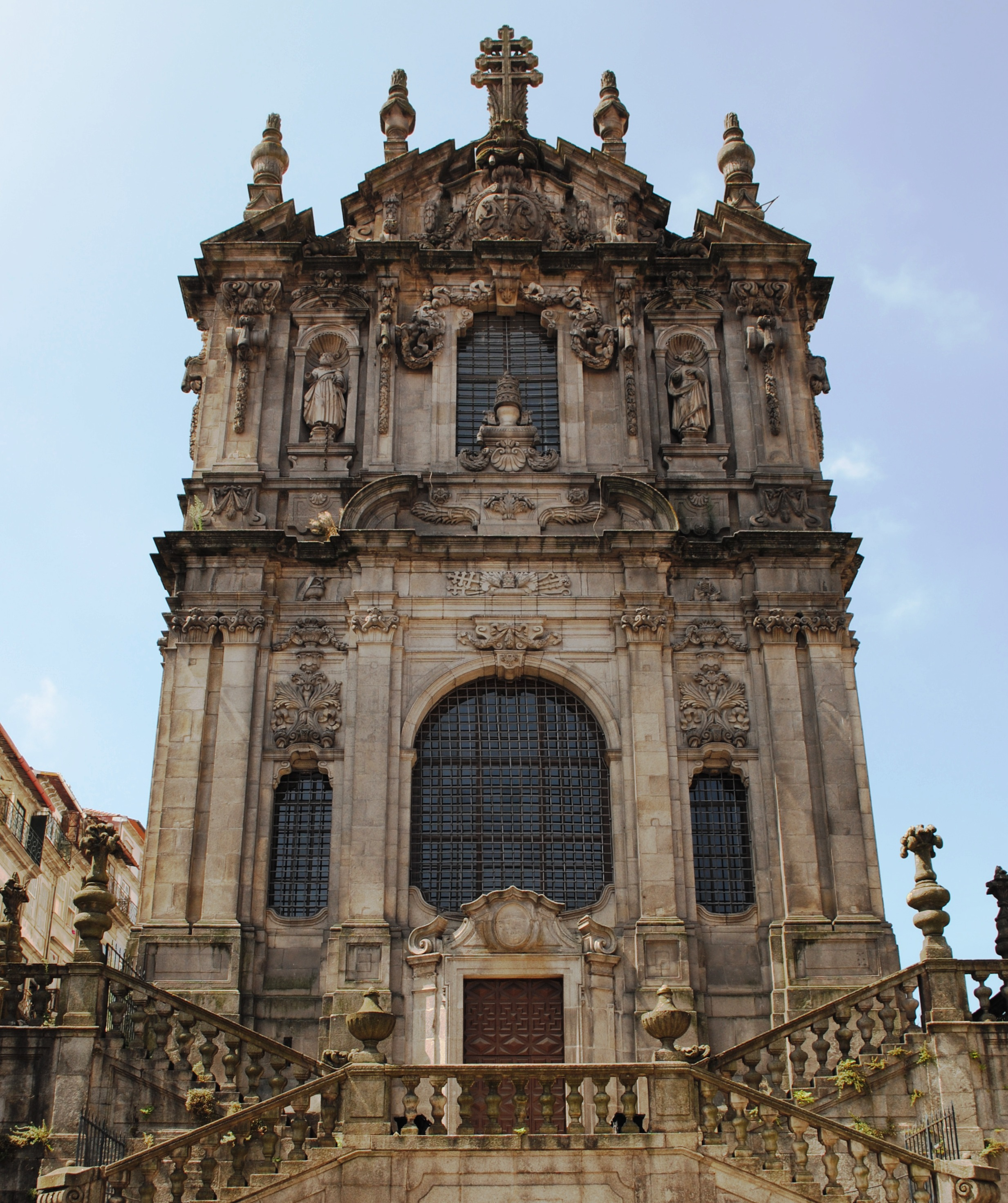
立面

这座教堂由意大利建筑师Nicolau Nasoni兴建于1732年到1750年前后。教堂前宏伟的楼梯完成于1750年代。教堂的立面装饰着复杂的巴洛克图案（如花环和贝壳）。
宏伟的钟楼坐落在建筑物的背面，建于1754年和1763年之间。塔高75.6米，俯瞰着整个城市。有225级台阶到达顶部。